# Krnice
Za istoimensko naselje v občini Gorenja vas - Poljane glej Krnice pri Novakih.
Krnice so naselje v Občini Hrastnik.